# Friedrich Sutermeister

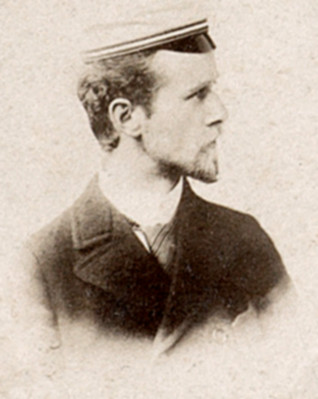
Friedrich Sutermeister

Friedrich „Fredy“ Sutermeister (* 29. Januar 1873 in Aarau; † 16. Juli 1934) war ein Schweizer reformierter Pfarrer und religiöser Sozialist.

## Leben

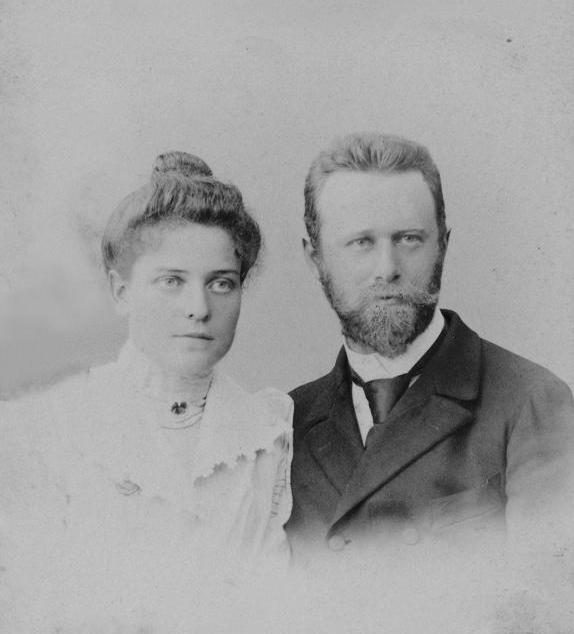
Maria Hunziker und Friedrich Sutermeister

Sutermeister war ein Sohn von Ernestine Moehrlen und Otto Sutermeister. Er verbrachte seine Kindheit im st.-gallischen Kloster Mariaberg, ehe die Familie 1880 nach Bern zog, wo er die Sulgenbachschule und das Gymnasium besuchte. Mit sechzehn Jahren wechselte er ins Basler Gymnasium; im Rebhaus lernte er das Konviktleben kennen; in der Gymnasialverbindung Concordia befreundete er sich mit Albert Barth. Ab 1892 studierte er Theologie an den Universitäten Basel, Bern und Berlin, wo er u. a. Vorlesungen von Bernhard Duhm, Adolf von Harnack und Friedrich Paulsen besuchte. Nach dem Staatsexamen arbeitete er einige Jahre als Hauslehrer in der Familie Quarles van Ufford in den Niederlanden. 1899 kehrte er in die Schweiz zurück, liess sich in Rued nieder und heiratete 1901 Marie Hunziker (1875–1947). 1910 trat er eine Pfarrei in Feuerthalen an. In diesen Jahren schrieb er regelmässig Artikel u. a. für die Zeitschriften Neue Wege und Der freie Schweizer Arbeiter.

«[1910 wies] Friedrich Sutermeister in einem zweiteiligen Artikel zur Kongofrage auf die verheerenden Folgen der imperialistischen Aufteilung der Welt hin: die Enteignung des Landes, die Arbeitsbedingungen, ‹die der Sklaverei verzweifelt ähnlich› sind und durch eine ‹bewaffnete Macht› […] erzwungen werden. Im zweiten Teil ging er ausführlich auf die ‹Greueltaten› […] der belgischen Kolonialisten ein, griff die Verantwortung der Missionare für die Wahrung der Menschenrechte auf und beklagte deren Naivität: ‹Es ist fast rührend zu sehen, wie selbst die Missionare lange Zeit nicht an das Bestehen eines staatlichen Systems in diesen Greueln glauben wollten.› […] Auf die Frage, was zu tun sei, gab es vor allem eine Antwort: ‹Es bleibt nur die Macht der öffentlichen Meinung. Sie zu beeinflussen in der Richtung auf eine Reaktion der Gerechtigkeit und Bruderliebe gegenüber der ungeheuren Vergewaltigung eines Teils der Menschheit, das ist unsere Aufgabe.› […] Dem Artikel folgt ein redaktioneller Aufruf für den Beitritt zur Schweizerischen Liga zum Schutz der Eingeborenen im Kongo.»

1921 trat er eine Pfarrei in Binningen an, wo er auch im Blauen Kreuz arbeitete und von Wilhelm Denz die «Einwohnerarmenpflege» übernahm.
Sutermeister spielte Bratsche und machte Hausmusik; mit seinem Sohn Heinrich (1910–1995) spielte er «oft vierhändig Klavier»; seine Freundschaft zu Walter Courvoisier trug zur Karriere seines Sohnes bei. Sein Sohn Hans (1907–1977) machte ihn in seiner Novelle Zwischen zwei Welten zu einer tragischen Romanfigur.